# Batalla de Lucocisterma
La batalla de Lucocisterma (1324) fue entre la Corona de Aragón y la República de Pisa durante la conquista de Cerdeña.

## Antecedentes
En 1295 el papa Bonifacio VIII proclamó la Paz de Anagni para cerrar la Guerra de Sicilia, en la que Jaime el Justo cedía el Reino de Sicilia a los Estados Pontificios y recibía del papa 12.000 libras tornesas y probablemente la promesa de infeudación de Córcega y Cerdeña; por el Tratado de Cefalú se pactaba el matrimonio de Jaime con Blanca de Nápoles, hija de Carlos II de Anjou, y eran devueltos a éste los tres hijos que había tenido que dejar como rehenes a la Corona de Aragón a cambio de su libertad en 1323

## La batalla
Para la conquista aragonesa de Cerdeña,  del Infante Don Alfonso, proveniente de Sicilia desembarcó cerca de Cagliari, y la flota pisana comandada por Manfredi della Gherardesca con 52 naves, a pesar de encontrar el ejército enemigo, no se enfrentó porque los aragoneses que ya estaban en tierra, y no tuvo tiempo para desembarcar.
El 29 de febrero de 1324 tuvo lugar el combate entre las tropas pisanas y las aragonesas, que disponían de armas de fuego y artillería.

## Consecuencias
La victoria aragonesa fue decisiva para el dominio de Cerdeña.